# アルパイ・オザラン
フェフミ・アルパイ・オザラン（Fehmi Alpay Özalan, 1973年5月29日 - ）は、トルコ・イズミル出身の元サッカー選手、元トルコ代表、サッカー指導者。現役時代のポジションはディフェンダー（センターバック）。
Kリーグ、Jリーグ時代の登録名はアルパイ（ハングル: 알파이）。

## クラブ経歴

### 初期
TFF3.リグ (4部) のソマ・リンイットスポル (Soma Linyitspor) でキャリアを開始し、地元でスュペル・リグ (1部) のアルタイSKに加入する。空中戦と1対1での競り合いの強さが認められ、1993年に同リーグの強豪ベシクタシュJKへ移籍。ベシクタシュでは、リーグ最多記録となる僅か半年で3度ものレッドカードを提示されながらも、翌1994-95シーズンにはリーグ制覇に貢献する等、中心選手として6年間で148試合6得点を記録した。その後、ベシクタシュとの新たな契約を勝ち取ることが出来なくなると、TFF1.リグ (2部) のスィイルトスポル (Siirt Jet-PA Spor) と契約し、すぐさまフェネルバフチェSKへ期限付き移籍に出されて、1シーズンの在籍で29試合3得点を記録した。

### アストン・ヴィラ
翌2000-01シーズンも引き続きフェネルバフチェへの期限付き移籍が決定したと報じられていたものの、ギリシャ・スーパーリーグ (ギリシャ1部) のオリンピアコスFCと交渉しており、最終的に7月20日に移籍金560万ポンドでプレミアリーグ (イングランド1部) のアストン・ヴィラFCと合意し、28日に労働許可証が下りて正式に4年契約を締結した。
2000年8月、昨季の中心選手のウーゴ・エヒオグを控えに追いやって先発を務めたレスター・シティFCとの開幕戦では、相手FWのスタン・コリモア (en) に仕事をさせずに高評価を得るパフォーマンスで無失点に貢献する上々の出だしを切ると、以来、共に守備を支えるガレス・サウスゲートやガレス・バリーとの強固な連携は、同リーグのアーセナルFCとニューカッスル・ユナイテッドFCから関心を寄せられるものだった。翌2001-02シーズンは、8月のマンチェスター・ユナイテッドFC戦においてオウンゴールをしたようにミスを見せながらも、引き続き守備の要としてプレーし、新加入のオロフ・メルベリとコンビを組んでチームを支えていた が、2001年12月に足首の靭帯を損傷したことで、シーズン最後の本拠地での試合となったサウサンプトンFC戦まで離脱していた。
先の負傷の影響を感じさせない2002 FIFAワールドカップでの活躍から、FCバルセロナやインテルナツィオナーレ・ミラノといった欧州の強豪クラブに関心を寄せられ、自身も退団を望み、契約が2年残っていたにもかかわらず、開幕を前にした2002年8月11日に移籍志願書を提出した。しかし、許可を得られないどころか、グレアム・テイラー (en) 監督から「このチームでプレーしたい選手だけが必要」と構想外を示唆されると、実際に10月21日のサウサンプトン戦を最後に4ヶ月出番が訪れなかったように出場機会の多くを制限されており、その状況に同僚のピーター・シュマイケルからタイムズ紙で「ワールドカップ後、彼がテイラーによって出場禁止となったことは悲しかった。実像とは違い守銭奴のように描かれていた」と擁護する発言をされるも、状況が変化することはなかった。翌2003-04シーズン序盤にようやくトップチームに呼び戻されると、シーズン最初の本拠地での試合チャールトン・アスレティックFC戦において、自チームのファンのブーイングを受けながらも得点を挙げたアルパイは、自身の口に指を当てるパフォーマンスをファンに対して示した。しかし、その後、代表戦でのデビッド・ベッカムに対する舌禍事件によって英国民の反発を招いたことで、チームのダグ・エリス会長から「最近の出来事によって、アルパイがアストン・ヴィラ、ひいては英国での生活が困難になった。そのため、両者にとって最善なのは2004年6月までの契約を即時解消することであり、彼も同意した」と解雇されたことが2003年10月23日に発覚した。

### 後期
自由契約選手となった自身にヴェルダー・ブレーメン、ハンブルガーSV、ボルシア・メンヒェングラートバッハ、ヘルタ・ベルリン、ボローニャFCといった多くのクラブが関心を寄せていたものの、欧州の移籍市場最終日が過ぎても所属先が決定せず、2004年1月29日にKリーグ (韓国1部) の仁川ユナイテッドFCと2年契約で合意した。仁川入団会見では6ヵ月後には朝鮮語でインタビューしたいと意欲を見せたが、ラフプレーが目立ち、対峙した一人であるエジミウソン・ジアス・デ・ルセナはアルパイのタックルで引退に追いやられた。さらに、チームメートへの中傷や練習の無断欠席、日本移籍が目標と公言する態度からも批判の的となった。
昨年オフにも興味を示されていたJリーグ ディビジョン1 (日本1部) の浦和レッドダイヤモンズから条件の良いオファーが届いたことで、2004年6月2日に浦和と合意し、それから数日後に正式に7月1日からの契約を締結したことが発表された。仁川での同僚前園真聖やヴィッセル神戸に在籍する同胞イルハン・マンスズからリーグの情報を得て、チームを王者に導くと意気込んだアルパイは、1年目こそ、田中マルクス闘莉王、ネネと共に強固な3バックを形成し、守備の要としてセカンドステージ制覇に貢献したが、2年目になると、鹿島アントラーズとの開幕戦において鈴木隆行への暴行でレッドカードによる退場、1試合の出場停止明け後の大分トリニータ戦では1枚目のイエローカードに不満を示し、ピッチ横の給水ボトルを蹴り上げ2枚目のイエローカードを提示され、わずか3分で退場をする等、ピッチ外とは打って変わってピッチ内では荒々しい面を見せていた。その後、2ヶ月近く出番が訪れない中、エースであったエメルソンの退団で新外国人獲得を模索するチーム事情と、それに伴う外国人枠も影響して5月30日に契約解除が発表されたことで、5月15日の横浜F・マリノス戦が浦和での最後の試合となった。
2005年7月30日にブンデスリーガ (ドイツ1部) の1.FCケルンと2年の延長オプション付きで1年契約を締結する。12月のハンブルガーSV戦で相手のギー・デメルに対して肘打ちをして4試合の出場停止になったようにケルンでも浦和時代と同様に問題行動を起こしていた。更に2006年3月の1.FCニュルンベルク戦においては、低調なプレーに終始しており、コンビを組んでいたボリス・ジヴコヴィッチ (en) と共にペナルティーキックを与えて前半でローベルト・ヴィッテクのハットトリックを許す失態を犯して38分に交代させられると、試合終了を待たずに帰宅する問題児ぶりを見せた。そのため、ケルンでの最後の試合との見方をされ、また、チームも2部に降格したが、周囲の予想に反して延長オプションが行使され、2006-07シーズン以降も残留することとなった。レギュラーとしてプレーする中、ベシクタシュで師事したクリストフ・ダウム監督が2006-07シーズン途中に就任したことに伴い、主将に任命される等、充実したシーズンを送っていたが、2007年6月下旬の足首の負傷の影響から、翌2007-08シーズンは出場機会を得られずにいた。すると、メジャーリーグサッカーへの移籍を熱望すると共にダウム監督を批判しており、この行動でトップチームから外され、オーバーリーガ (4部) のセカンドチームでのプレーを余儀なくされる厳しい状況下に置かれたが、最終的に同2007-08シーズンの冬の移籍市場での退団をケルン側から許可された。だが、受け入れ先が見つかることはなかった。
現役引退後は、TFF3.リグのスィイルトスポルのディレクター職を務めた後、指導者に転じた。

## 代表経歴
トルコ代表としては、1995年2月15日のルーマニア戦で初出場、同年6月のカナダ戦で初得点を記録しており、初出場を飾って以降、守備の要として起用され、UEFA EURO '96のクロアチア戦において、ドリブル突破で自陣ゴール前に迫る相手MFのゴラン・ブラオヴィッチ (en) に対して、故意のファウルで決定機を阻止しなかったことでUEFAからフェアプレー賞を受賞した。しかし、ブラオヴィッチの得点が決勝点となってチームが敗退したことで、アルパイの対応は母国メディアから疑問が呈され、批判された。UEFA EURO 2000では、初戦のイタリア戦において何度も相手の攻撃を防ぐ中、フィリッポ・インザーギのクロスショットを弾いた所をアントニオ・コンテにオーバーヘッドキックを決められて失点に関与する形となったが、次のスウェーデン戦、ベルギー戦を無失点に抑えてグループリーグ突破に貢献した。しかし、準々決勝のポルトガル戦において報復行為でフェルナンド・コウトを殴ったことで前半30分に退場処分となってしまい、奇しくも2大会連続で敗退の要因となったアルパイは再びメディアから批判された。
2002 FIFAワールドカップ・ヨーロッパ予選のマケドニア戦でハットトリックを達成する等で攻守に渡ってチームを支え、出場を掴んだ自身初にして唯一のFIFAワールドカップとなった2002 FIFAワールドカップでは、グループリーグ初戦のブラジル戦で相手FWルイゾンを倒したことでペナルティーキックを与えて決勝点を許す最悪の出だしとなったものの、出場停止が明けたベスト16から3位決定戦まで先発を務めてチーム史上最高となる3位入賞、特に復帰初戦の日本戦では相手チームの波状攻撃を防ぎ、同試合の最優秀賞選手に選出される程に貢献 し、リュシュテュ・レチベル、ハサン・シャシュと共にオールスターチームに選出された。なお、ブラジル戦のPK判定は、試合後に主審が「ルイゾンのユニフォームを掴んだ時はペナルティーエリア外だった」と認めたことで大きな論争となり、またルイゾン自身も大げさに倒れてPKを誘ったと認めていた。
その後、FIFAコンフェデレーションズカップ2003に出場したアルパイは、2003年10月のUEFA EURO 2004予選でのイングランド戦で相手のデビッド・ベッカムがPKを失敗した直後に挑発し、前半終了後も小競り合いを起こしたのを最後に代表から遠ざかっていたが、2005年9月3日にファティ・テリム新監督によって2006 FIFAワールドカップ・ヨーロッパ予選でのデンマーク戦で代表に呼び戻された。同大会プレーオフのスイス戦で4-2で勝利したものの、4-4のアウェーゴールによって2006 FIFAワールドカップ出場を逃すと、試合終了後に控室へ戻るトンネル内でメフメト・オズディレキ (en) 助監督が相手のヴァロン・ベーラミに足を掛けたのを皮切りに発生した乱闘に参加し、後にクラブで同僚となるマルコ・シュトレラーを蹴ったとしてFIFAから6試合の代表試合出場停止と1万5000スイス・フランの罰金の裁定を受けており、同試合が代表最後の試合となった。

## 個人成績
出典:
| 国内大会個人成績 | 国内大会個人成績 | 国内大会個人成績 | 国内大会個人成績 | 国内大会個人成績 | 国内大会個人成績            | 国内大会個人成績 | 国内大会個人成績  | 国内大会個人成績 | 国内大会個人成績 | 国内大会個人成績 | 国内大会個人成績 |
| 年度             | クラブ           | 背番号           | リーグ           | リーグ戦         | リーグ戦                    | リーグ杯         | リーグ杯          | オープン杯       | オープン杯       | 期間通算         | 期間通算         |
| 年度             | クラブ           | 背番号           | リーグ           | 出場             | 得点                        | 出場             | 得点              | 出場             | 得点             | 出場             | 得点             |
| トルコ           | トルコ           | トルコ           | トルコ           | リーグ戦         | リーグ戦                    | トルコ杯         | トルコ杯          | オープン杯       | オープン杯       | 期間通算         | 期間通算         |
| ---------------- | ---------------- | ---------------- | ---------------- | ---------------- | --------------------------- | ---------------- | ----------------- | ---------------- | ---------------- | ---------------- | ---------------- |
| 1991-92          | ソマ・リンイット |                  | 4部              | 19               | 2                           |                  |                   |                  |                  |                  |                  |
| 1992-93          | アルタイ         |                  | スュペル・リグ   | 23               | 1                           |                  |                   |                  |                  |                  |                  |
| 1993-94          | ベシクタシュ     |                  | スュペル・リグ   | 10               | 0                           |                  |                   |                  |                  |                  |                  |
| 1994-95          | ベシクタシュ     |                  | スュペル・リグ   | 29               | 3                           |                  |                   |                  |                  |                  |                  |
| 1995-96          | ベシクタシュ     |                  | スュペル・リグ   | 31               | 2                           |                  |                   |                  |                  |                  |                  |
| 1996-97          | ベシクタシュ     |                  | スュペル・リグ   | 25               | 3                           |                  |                   |                  |                  |                  |                  |
| 1997-98          | ベシクタシュ     |                  | スュペル・リグ   | 26               | 1                           |                  |                   |                  |                  |                  |                  |
| 1998-99          | ベシクタシュ     |                  | スュペル・リグ   | 27               | 0                           |                  |                   |                  |                  |                  |                  |
| 1999-00          | フェネルバフチェ |                  | スュペル・リグ   | 29               | 3                           |                  |                   |                  |                  |                  |                  |
| イングランド     | イングランド     | イングランド     | イングランド     | リーグ戦         | リーグ戦                    | FLカップ         | FLカップ          | FAカップ         | FAカップ         | 期間通算         | 期間通算         |
| 2000-01          | アストン・ヴィラ |                  | プレミア         | 33               | 0                           |                  |                   |                  |                  |                  |                  |
| 2001-02          | アストン・ヴィラ |                  | プレミア         | 14               | 0                           |                  |                   |                  |                  |                  |                  |
| 2002-03          | アストン・ヴィラ |                  | プレミア         | 5                | 0                           |                  |                   |                  |                  |                  |                  |
| 2003-04          | アストン・ヴィラ |                  | プレミア         | 5                | 1                           |                  |                   |                  |                  |                  |                  |
| 韓国             | 韓国             | 韓国             | 韓国             | リーグ戦         | リーグ戦                    | リーグ杯         | リーグ杯          | FA杯             | FA杯             | 期間通算         | 期間通算         |
| 2004             | 仁川             |                  | Kリーグ          | 8                | 0                           |                  |                   |                  |                  |                  |                  |
| 日本             | 日本             | 日本             | 日本             | リーグ戦         | リーグ戦                    | リーグ杯         | リーグ杯          | 天皇杯           | 天皇杯           | 期間通算         | 期間通算         |
| 2004             | 浦和             | 3                | J1               | 10               | 0                           | 5                | 0                 |                  |                  |                  |                  |
| 2005             | 浦和             | 3                | J1               | 3                | 0                           | 4                | 0                 |                  |                  |                  |                  |
| ドイツ           | ドイツ           | ドイツ           | ドイツ           | リーグ戦         | リーグ戦                    | リーグ杯         | リーグ杯          | DFBポカール      | DFBポカール      | 期間通算         | 期間通算         |
| 2005-06          | 1.FCケルン       |                  | ブンデス         | 21               | 1                           |                  |                   |                  |                  |                  |                  |
| 2006-07          | 1.FCケルン       |                  | 2.ブンデス       | 27               | 0                           |                  |                   |                  |                  |                  |                  |
| 2007-08          | 1.FCケルン       |                  | 2.ブンデス       | 0                | 0                           |                  |                   |                  |                  |                  |                  |
| 通算             | トルコ           | トルコ           | スュペル・リグ   | 200              | 13\|\|\|\|\|\|\|\|\|\|\|\|  |                  |                   |                  |                  |                  |                  |
| 通算             | トルコ           | トルコ           | 4部              | 19               | 2\|\|\|\|\|\|\|\|\|\|\|\|   |                  |                   |                  |                  |                  |                  |
| 通算             | イングランド     | イングランド     | プレミア         | 57               | 1\|\|\|\|\|\|\|\|\|\|\|\|   |                  |                   |                  |                  |                  |                  |
| 通算             | 韓国             | 韓国             | Kリーグ          | 8                | 0\|\|\|\|\|\|\|\|\|\|\|\|   |                  |                   |                  |                  |                  |                  |
| 通算             | 日本             | 日本             | J1               | 13               | 0                           | 9                | 0\|\|\|\|\|\|\|\| |                  |                  |                  |                  |
| 通算             | ドイツ           | ドイツ           | ブンデス         | 21               | 1\|\|\|\|\|\|\|\|\|\|\|\|   |                  |                   |                  |                  |                  |                  |
| 通算             | ドイツ           | ドイツ           | 2.ブンデス       | 27               | 0\|\|\|\|\|\|\|\|\|\|\|\|\| |                  |                   |                  |                  |                  |                  |
| 総通算           | 総通算           | 総通算           | 総通算           | 345              | 17                          | 9                | 0\|\|\|\|\|\|\|\| |                  |                  |                  |                  |

その他の公式戦
- 2004年
  - Jリーグチャンピオンシップ 2試合0得点

## 代表歴

### 出場大会
- トルコ代表
  - 2002 FIFAワールドカップ

### 試合数
- 国際Aマッチ 90試合 4得点（1995年-2005年）[59][3]

| トルコ代表 | 国際Aマッチ | 国際Aマッチ |
| 年         | 出場        | 得点        |
| ---------- | ----------- | ----------- |
| 1995       | 15          | 1           |
| 1996       | 13          | 0           |
| 1997       | 5           | 0           |
| 1998       | 5           | 0           |
| 1999       | 7           | 0           |
| 2000       | 5           | 0           |
| 2001       | 11          | 3           |
| 2002       | 11          | 0           |
| 2003       | 12          | 0           |
| 2004       | 0           | 0           |
| 2005       | 6           | 0           |
| 通算       | 90          | 4           |

### 得点
| #  | 開催日       | 開催地   | 対戦国       | スコア | 結果 | 大会                        |
| -- | ------------ | -------- | ------------ | ------ | ---- | --------------------------- |
| 1. | 1995年6月4日 | トロント | カナダ       | 0-1    | 1-3  | 親善試合                    |
| 2. | 2001年6月6日 | ブルサ   | 北マケドニア | 1-2    | 3-3  | 2002 FIFAワールドカップ予選 |
| 3. | 2001年6月6日 | ブルサ   | 北マケドニア | 2-2    | 3-3  | 2002 FIFAワールドカップ予選 |
| 4. | 2001年6月6日 | ブルサ   | 北マケドニア | 3-3    | 3-3  | 2002 FIFAワールドカップ予選 |

## 獲得タイトル

### 選手時代
ベシクタシュJK
- スュペル・リグ：1回（1994-95）
- テュルキエ・クパス：2回（1993-94、1997-98）

個人
- UEFAフェアプレー賞：1回（1996）
- FIFAワールドカップオールスターチーム：1回（2002）[60]
- J1リーグ最優秀DF賞：1回（2004）